# 素敵な彼氏
『素敵な彼氏』（すてきなかれし）は、河原和音による日本の漫画作品。『別冊マーガレット』（集英社）2016年2月号から2020年11月号まで連載された。
「このマンガがすごい!2017」オンナ編の17位に選ばれた。2018年に小学館漫画賞（少女向け部門）を受賞した。2019年3月には1989年から2019年までの集英社の少女漫画を振り返る企画展「GIRLS’ MANGA GRAFFITI 1989→2019 恋する平成」が開催され、展示された24作品のうちの1つに本作が選ばれている。『ダ・ヴィンチ』（KADOKAWA）2020年3月号では、「マンガとチョコレート」というコーナーにて本作が取り上げられた。2020年12月時点で累計発行部数は300万部を突破している。

## あらすじ
16歳の女子高校生・小桜ののか（主人公）は、幼い頃に行った年末のカウントダウンイベントに影響されてカップルに憧れ、素敵な彼氏を欲しがり、空振り気味になる。ののかは同い年（16歳）の男子高校生・桐山直也と出会い、交際を開始した。そんなののかと直也との微妙な関係を描く。

## 登場人物
小桜 ののか（）
本作の主人公。幼少期に大晦日のカウントダウンイルミネーションというイベントで多くのカップルを見かけて以来、「恋」に対する強い憧れを持つようになる。
桐山 直也（）
合コンでののかと知り合い、なかなか彼氏ができないののかに興味を持つ。口癖は「ははは」。
生駒 恵里葉（） / エリハ
中学時代に直也と交際していた。
細谷 真太郎（）
エリハの彼氏。
木名瀬 結（）
男性が苦手。
鈴木 奨平（）
サッカー部に所属。ののかに彼女役を頼んだ。
黒河内 真央（）
直也の幼馴染で許嫁だった。
深空（）
サッカー部のマネージャー。奨平に好意を持っている。

## 制作背景

### 作品について
作者の前作『青空エール』の連載終了後に間を空けずに連載が開始されたが、アイデアを温めていたわけではなく、全然違う話を考えていたが、わかりやすくテンポの良い話に変更したところ、担当編集者からOKを貰った。「連載のネームからキャラクターを作るまで、3日しかなかった」という。人生で初めて謎のプレッシャーを感じ、出来ないのではないかという不安に陥ったところを担当編集者と目黒あむに支えて貰ったという。タイトルを考えるのが苦手な作者だが、「すてき」というフレーズが良いと考え、『素敵な彼氏』に決まった。
この話は作者が「彼氏がほしい」とずっと思っていた部分が投影されているという。主人公が気楽な性格のため、全体的に楽しんで描いていると語っている。

### キャラクターについて
主人公・ののかについて、作者は普通な子にしたいと思っていたため、難しい言い回しや熟語を使わないようになっている。「恋愛に対して精神的には積極的だが、行動としては何もしていない」という作者と同じタイプの女の子にした理由は、「今もそういう子はたくさんいるのではないか」と作者が考えたからである。ののかの驚いた表情はたくさんあるが、同じにならないよう心がけているという。
エリハは斎藤和義の「ずっと好きだった」からヒントを得て、計算する女子にしたという。
作者は当初、桐山をリア充として描こうとしていた。しかしキャラクターが掴めずに困っていたところ、高梨みつばと椎名軽穂にヒントを貰い、助かったと感謝をしているという。桐山の思わせぶりな行動は、計算ではないと語っている。恥ずかしがらず、振り切ったセクシーさを描きたい、と頑張りたいと作者は語った。作者曰く、桐山のかっこいいところは「余裕のあるところ」である。
サッカー部のマネージャーである深空については、担当編集者にキャラづけを手伝って貰い、可愛らしく変化した。

## 書誌情報
- 河原和音 『素敵な彼氏』 集英社 〈マーガレットコミックス〉、全14巻
  1. 2016年5月25日発売[12][13]、『別冊マーガレット』2016年2月号[1] - 5月号、ISBN 978-4-08-845589-1
  2. 2016年9月23日発売[14]、『別冊マーガレット』2016年6月号 - 9月号、ISBN 978-4-08-845640-9
  3. 2017年2月23日発売[15]、『別冊マーガレット』2016年10月号 - 2017年1月号、ISBN 978-4-08-845720-8
    - すきになったよ（『別冊マーガレットsister』2013年12月増刊秋号）

  4. 2017年6月23日発売[16]、『別冊マーガレット』2017年3月号 - 6月号、ISBN 978-4-08-845775-8
  5. 2017年10月25日発売[17][18]、『別冊マーガレット』2017年7月号 - 10月号、ISBN 978-4-08-845838-0
    - 素敵な彼氏 Behind the Scene 1[19][20]（『別冊マーガレット』2017年8月号別冊ふろく『BETSUMA SPIN-OFF』）
    - 素敵な彼氏 Behind the Scene 2（描きおろし）

  6. 2018年2月23日発売[21]、『別冊マーガレット』2017年11月号 - 2018年2月号、ISBN 978-4-08-845892-2
  7. 2018年6月25日発売[22]、『別冊マーガレット』2018年3月号 - 6月号、ISBN 978-4-08-844056-9
  8. 2018年11月22日発売[23]、『別冊マーガレット』2018年7月号 - 10月号、ISBN 978-4-08-844124-5
  9. 2019年2月25日発売[24]、『別冊マーガレット』2018年11月号 - 2019年2月号、ISBN 978-4-08-844173-3
    - 素敵な彼氏 2nd Birthday（描きおろし）

  10. 2019年7月25日発売[25]、『別冊マーガレット』2019年3月号 - 5月号、7月号、ISBN 978-4-08-844223-5
  11. 2019年11月25日発売[26]、『別冊マーガレット』2019年8月号 - 11月号、ISBN 978-4-08-844265-5
  12. 2020年3月25日発売[27]、『別冊マーガレット』2019年12月号 - 2020年3月号、ISBN 978-4-08-844315-7
  13. 2020年7月22日発売[28]、『別冊マーガレット』2020年4月号 - 7月号、ISBN 978-4-08-844361-4
  14. 2020年11月25日発売[29][30]、『別冊マーガレット』2020年8月号 - 11月号[2]、ISBN 978-4-08-844425-3